# Imparidentia
Imparidentia, nadred školjkaša u infrarazredu Euheterodonta.

## Redovi i natporodice
- A) Ordo Adapedonta Cossmann & Peyrot, 1909
  - Superfamilia Edmondioidea King, 1850
  - Superfamilia Hiatelloidea J.E. Gray, 1824
  - Superfamilia Solenoidea Lamarck, 1809
- B) Ordo Cardiida Ferussac, 1822
  - Superfamilia Cardioidea Lamarck, 1809
  - Superfamilia Tellinoidea Blainville, 1814
- C) Superfamilia Chamoidea Lamarck, 1809
  - Familia Chamidae Lamarck, 1809
- D) Superfamilia Cyamioidea Sars, 1878
  - Familia Cyamiidae G.O.Sars, 1878
  - Familia Galatheavalvidae Knudsen, 1970
  - Familia Sportellidae Dall, 1899
- E) Superfamilia Gaimardioidea Hedley, 1916
  - Familia Gaimardiidae Hedley, 1916
- F) Superfamilia Galeommatoidea J.E. Gray, 1840
  - Familia Basterotiidae Cossmann, 1909
  - Familia Galeommatidae Gray, 1840
  - Familia Lasaeidae Gray, 1842
- G) Superfamilia Gastrochaenoidea Gray, 1840
  - Familia Gastrochaenidae Gray, 1840
- H) Superfamilia Grammysioidea S. A. Miller, 1877 †
  - Familia Grammysiidae S.A.Miller, 1877
  - Familia Sanguinolitidae S.A.Miller, 1877
- I) Ordo Hippuritida Newell, 1965 †
  - Subordo Hippuritidina Newell, 1965
  - Subordo Requieniidina Skelton, 2013
- J)  Superfamilia Kalenteroidea Marwick, 1953 †
  - Familia Kalenteridae Marwick, 1953
- K) Ordo Lucinida Gray, 1854
  - Superfamilia Lucinoidea J.Fleming, 1828
  - Superfamilia Thyasiroidea Dall, 1900
- L) Superfamilia Mactroidea Lamarck, 1809
  - Familia Anatinellidae Deshayes, 1853
  - Familia Cardiliidae P.Fischer, 1887
  - Familia Mactridae Lamarck, 1809
  - Familia Mesodesmatidae Gray, 1840
- M) Ordo Megalodontida Starobogatov, 1992 †
  - Superfamilia Mecynodontoidea Haffer, 1959
  - Superfamilia Megalodontoidea Morris & Lycett, 1853
- N) Ordo Modiomorphida Newell, 1969 †
  - Superfamilia Modiomorphoidea S.A.Miller, 1877
- O) Ordo Myida Stoliczka, 1870
  - Superfamilia Dreissenoidea Gray, 1840
  - Superfamilia Myoidea Lamarck, 1809
  - Superfamilia Pholadoidea Lamarck, 1809
  - Superfamilia Pleuromyoidea Zittel, 1895
- P) Superfamilia Sphaerioidea Deshayes, 1855 (1820)
  - Familia Neomiodontidae R.Casey, 1955
  - Familia Sphaeriidae Deshayes, 1855
- Q) Superfamilia Ungulinoidea Gray, 1854
  - Familia Ungulinidae Gray, 1854
- R) Ordo Venerida Gray, 1854
  - Superfamilia Anthracosioidea Amalitzky, 1892
  - Superfamilia Arcticoidea Newton, 1891
  - Superfamilia Cyrenoidea Gray, 1840
  - Superfamilia Glossoidea J.E.Gray, 1847
  - Superfamilia Hemidonacoidea Scarlato & Starobogatov, 1971
  - Superfamilia Palaeanodontoidea Modell, 1964
  - Superfamilia Prilukielloidea Starobogatov, 1970
  - Superfamilia Veneroidea Rafinesque, 1815

## Vanjske poveznice
- Families of Imparidentia present in the Neogene of the Southeastern United States (sa slikama)